# Trevor Bayne
Trevor Bayne  (Knoxville, 19 de fevereiro de 1991) é um piloto norte-americano. 
Começou a correr aos cinco anos de idade, obtendo mais de 300 vitórias no kart. Em 2008 iniciou na então Camping World East Series, uma das divisões regionais da Nascar. Estreou na Nationwide Series em 21 de março de 2009. Na Sprint Cup Series estreou no Texas Motor Speedway em 7 de novembro de 2010.Contratado pela equipe Wood Brothers Racing para a temporada de 2011 da Sprint Cup, obtem a vitória na Daytona 500, tornando-se o mais jovem vencedor desta prova e em apenas sua segunda corrida na categoria. Após pilotar por 5 anos consecutivos apenas em algumas provas pela Wood Brothers, em 2015,Bayne finalmente assumiu um carro em tempo integral da Roush Fenway Racing, equipe que pilotava na Xfinity Series.

## Daytona

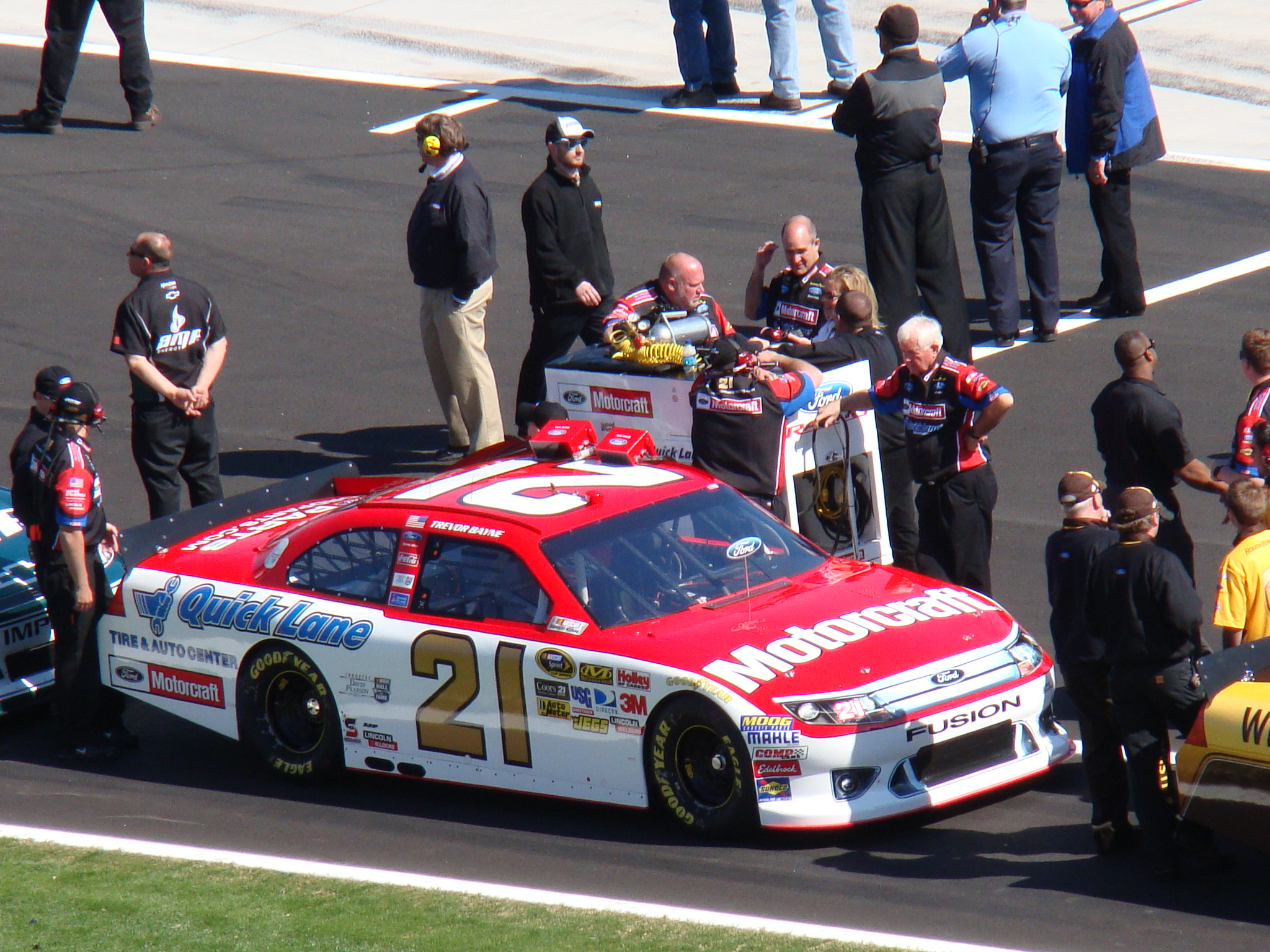
Carro de Trevor Bayne na NASCAR em 2011.

Contratado pela equipe Wood Brothers Racing para a temporada de 2011 da Sprint Cup, obtem a vitória na Daytona 500, tornando-se o mais jovem vencedor desta prova e em apenas sua segunda corrida na categoria.

## Principais Vitórias

### NASCAR -Sprint Cup Series
- 2011 - Daytona 500 (Daytona)

### NASCAR -Xfinity Series
- 2011 - Texas

- 2013 - Iowa